# Boxhandschuh

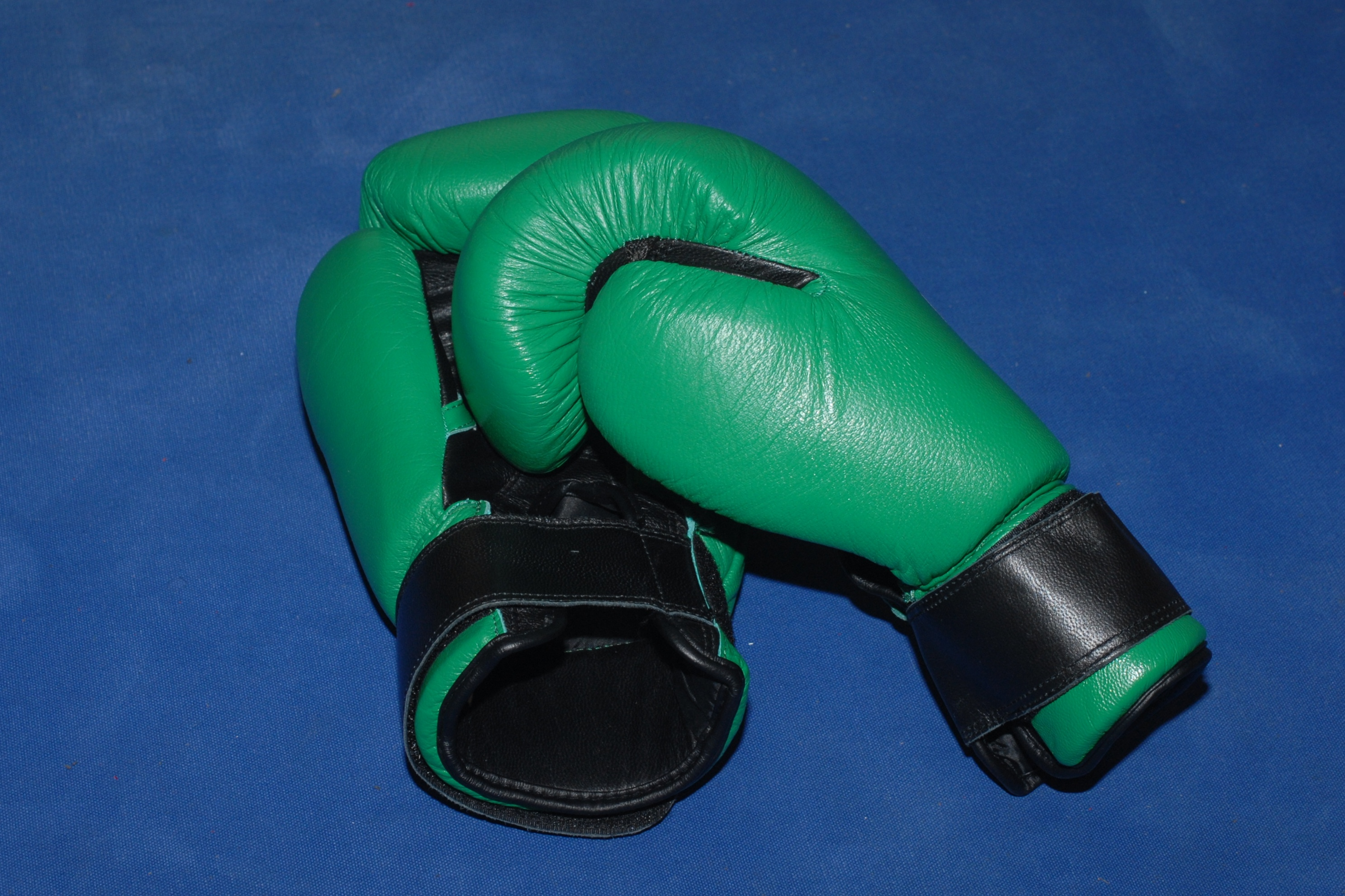
Paar Boxhandschuhe

Boxhandschuhe sind gepolsterte, von Boxern getragene Handschuhe. Boxhandschuhe wurden entwickelt, um die Hände der Kämpfer zu schützen. Der Gebrauch von modernen Boxhandschuhen führt zu weniger oberflächlichen Gesichtsverletzungen, mindert jedoch nicht das Risiko von Hirnschäden (durch wiederholtes Schädel-Hirn-Trauma). Wegen der durch den Schutz der eigenen Hand ermöglichten höheren Schlagkraft nimmt das Risiko sogar zu.

## Geschichte

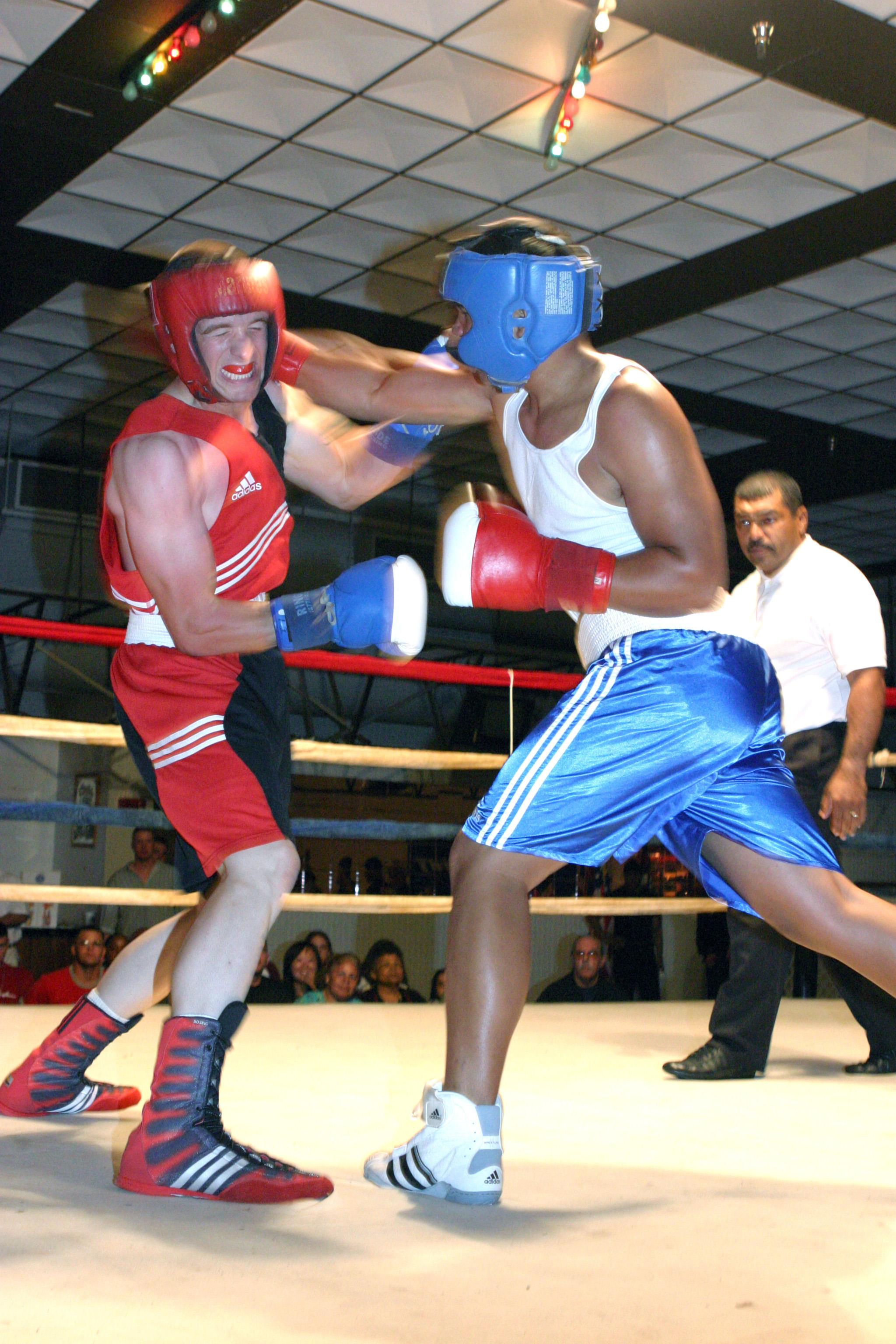
Boxhandschuhe sind im Boxen vorgeschrieben (Bild zeigt Amateurboxer mit Kopfschutz).

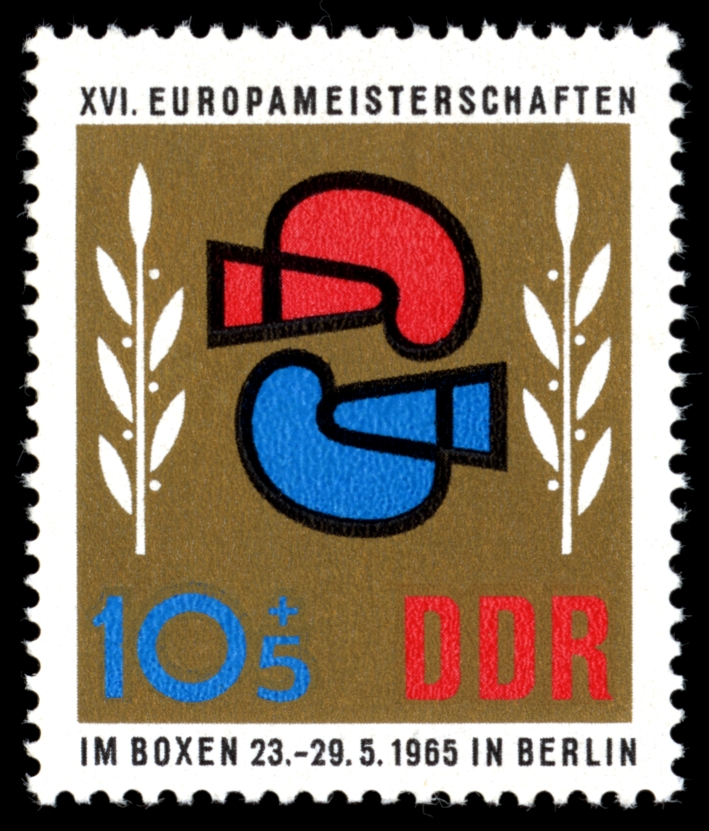
Stilisierte Darstellung auf Briefmarken der DDR-Post …

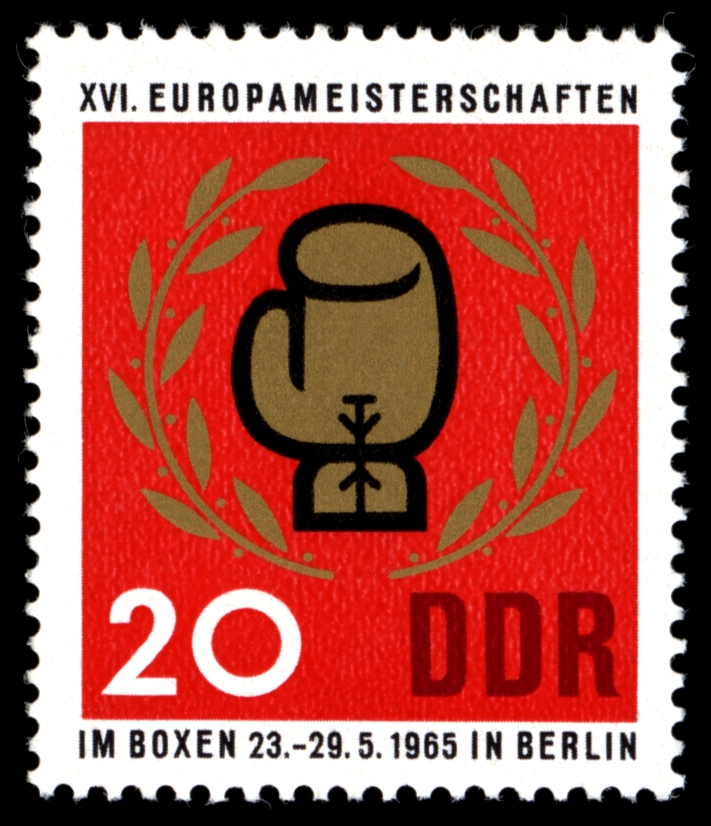
… vom 27. April 1965

Handschutz wird bei Kampfwettbewerben seit der Antike, z. B. in Griechenland, benutzt. Im 2. Jahrhundert schrieb Clemens von Alexandria die Erfindung des Handschutzes Amycus, dem mythologischen Sohn von Poseidon, zu. Im antiken Griechenland war es beim Pankration zum Teil üblich, die Hände mit Lederbändern zu umwickeln. Im Römischen Reich entwickelte sich dies zum Cestus der Gladiatoren weiter. Der Cestus war ein Kampfhandschuh, der nicht mehr primär dem Schutz der Hände, sondern vielmehr zur Erhöhung der Schlagwirkung diente.
In Großbritannien erlebte das Boxen im 17. Jahrhundert einen Aufschwung. Bis zur Veröffentlichung der London Prize Ring Rules waren „Bare-knuckle“-Kämpfe, also Kämpfe ohne Handschuhe, vorherrschend. Boxhandschuhe wurden erst 1867 durch die Queensberry-Regeln verpflichtend.
Die heute bekannten Boxhandschuhe wurden in den 1980er Jahren entwickelt. Sie unterscheiden sich von älteren Handschuhen dadurch, dass die Füllung nicht mehr aus Rosshaar, Watte und Kleiderresten besteht, sondern aus weichem Kunststoffschaum, der Schläge besser dämpft und länger einsatzbereit bleibt. Der moderne, weiche Boxhandschuh wurde vom Berliner Kampfsportexperten Georg F. Brückner entwickelt und 1987 zum Patent angemeldet. Brückners Handschuhe wurden unter der Marke Top Ten ab 1992 bei den Olympischen Spielen eingesetzt. Es war der erste Boxhandschuh, der nicht mehr über einen Schnürverschluss, sondern mit einem Klettband geschlossen wurde.

## Unterteilung
Bei Boxhandschuhen wird zwischen Wettkampfhandschuhen, Sparringhandschuhen (Trainingshandschuhen) und Schlaghandschuhen (für Boxsack- und Pratzentraining) unterschieden. Unter den Boxhandschuhen werden die Hände zusätzlich bandagiert, bzw. es wird ein stoßabsorbierender, gepolsterter oder gefütterter Innenhandschuh getragen.
Wettkampfhandschuhe müssen ein den Regeln entsprechendes exaktes Gewicht haben. Sie sind als Fausthandschuhe gearbeitet und oft ist der Daumen angenäht, damit die Verletzungsgefahr gemindert wird und das Auge des Gegners besser geschützt ist.
Man unterscheidet folgende Typen von Boxhandschuhen. Das Gewicht wird in Unzen (1 oz = 28,35 g) angegeben:
- Kinderboxhandschuhe (abhängig vom Alter 4 bis 8 oz)
- Wettkampfboxhandschuhe (in Europa: 10 bis 12 oz)
- Schlaghandschuhe für Training und Sparring (8 bis 18 oz)
- Sparringhandschuhe (extra weiche Boxhandschuhe, 16 bis 18 oz)

Um beim Sparring die Verletzungsgefahr zu reduzieren, werden meist Handschuhe mit höherem Gewicht und größerem Polster getragen als im Wettkampf.
Für das Training am Boxsack oder am Punchingball werden oft Schlaghandschuhe verwendet, bei denen der Daumen nicht angenäht ist, damit sich der Sportler auch ohne fremde Hilfe die Boxhandschuhe anziehen kann. Viele Sportler benutzen zum Training jedoch größere und schwerere Sparringshandschuhe, um die Hände besser zu schützen und um Kondition aufzubauen.
Der herkömmliche Boxhandschuh wurde meist mit fremder Hilfe angezogen und am Handgelenk verschnürt, moderne Versionen werden nur mit Klettband verschlossen.
Zur Unterstützung des Handgelenks besitzen Boxhandschuhe oft eine kurze, steife Armmanschette (Stulpen), damit die Hand beim Schlagen nicht im Handgelenk abknickt.

## Der Einfluss von Boxhandschuhen auf die Sicherheit und die Verletzungen beim Boxen
Der Einfluss der Boxhandschuhe auf die Sicherheit beim Boxen und die durch das Boxen verursachten Verletzungen ist umstritten. Wegen der Gefahr von Handverletzungen waren in der Bareknuckle-Ära Schläge zum Kopf seltener. Boxhandschuhe reduzieren die Menge an Schnitten und Rissen. Einer Untersuchung der British Medical Association zufolge mindern Boxhandschuhe das Risiko von Hirnschäden (Hirnschäden durch wiederholtes Schädel-Hirn-Trauma) jedoch nicht. Hirnschäden treten sogar öfter auf, da diese durch die Beschleunigung und Abbremsung des Kopfes verursacht werden und Boxhandschuhe durch den Schutz der eigenen Hand kräftigere Schläge zum Kopf ermöglichen. Boxhandschuhe – besonders die Modelle ohne Daumen – mögen zwar die Menge von äußeren Augenverletzungen reduzieren, aber Netzhautrisse und Netzhautablösungen treten trotzdem weiterhin beim Boxen auf.
In Hinblick auf die Anzahl von Todesfällen scheinen Boxhandschuhe einen positiven Einfluss zu haben. Eine durch Fachleute nicht überprüfte Untersuchung schätzt das Todesrisiko bei Bareknuckle-Kämpfen auf 14.000 Tode pro eine Million Teilnehmer. Das sind 184-mal mehr Todesfälle als beim modernen Berufsboxen, das 76 Tote pro eine Million Teilnehmer aufweist (basierend auf der gleichen Studie.).
Bei diesem Vergleich muss aber berücksichtigt werden, dass die Daten bezüglich der Anzahl Kämpfe und Todesfälle in der Bareknuckle-Ära unvollständig sind. Außerdem gibt es zum heutigen Berufsboxen erhebliche Unterschiede, von der Qualität der medizinischen Versorgung ganz abgesehen. Bareknuckle-Kämpfe erlaubten z. B. auch Würfe und einige Todesfälle rührten von Kopfverletzungen durch einen Sturz auf den Boden.